# Уткіна дача
Уткіна дача (рос. Уткина дача) — колишня садиба, російський пам'ятник архітектури федерального значення у Санкт-Петербурзі, розташований на мисі біля впадіння річки Оккервіль у річку Охту. Була побудована для директора придворної співацької капели Марка Полторацького і його дружини Агафоклеї, згодом маєтком володіла княгиня Зінаїда Шаховська (у другому шлюбі — Уткіна). Станом на 2017 рік Уткіна дача є філією музею міської скульптури, будівля не використовується; заплановано проведення реставраційних робіт і використання садиби під музейну та науково-просвітницьку діяльність.

## Історія
Існує припущення, що до заснування Петербурга цією місцевістю неподалік від Нієншанца володів якийсь шведський полковник Оккервіль. Потім, вже в петрівський час, господарем дачі був генерал-аншеф, начальник Таємної канцелярії А. І. Ушаков.
У середині XVIII століття господарями ділянки став директор придворної співацької капели Марко Федорович Полторацький та його дружина Агафоклея Олександрівна. Ділянку було отримано як нагорода Марку Федоровичу за його участь в оперних постановках. Мизою Оккервіль керувала дочка Полторацьких Агафоклея Сухарєва, яка володіла також мизою Коса Гора на річці Оккервіль і ділянкою вище по річці Охті. Одна дочка, Єлизавета, стала дружиною О. М. Оленіна. 

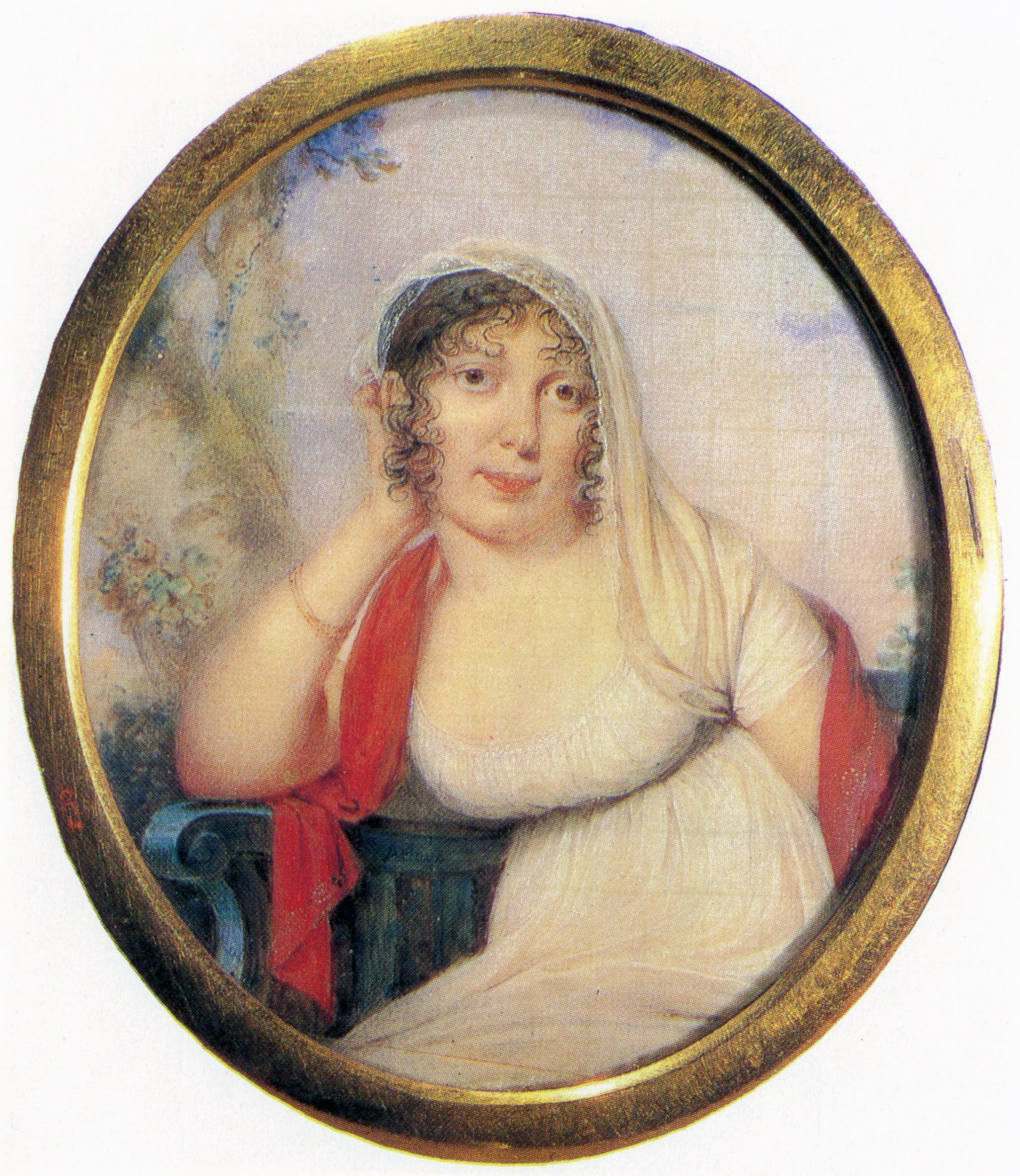
Агафоклея Полторацька

За ініціативою А. О. Полторацької 1790 року тут будуються будівлі центральної садиби в стилі класицизму, оранжереї, винокурний і кістковипалювальний заводи. Існує припущення, що автором проекту був архітектор М. О. Львов. Службовий корпус зведено в 1820-х або 1830-х роках.
1814 року Полторацькі вирішили продати маєток, розмістивши оголошення в газеті «Санкт-Петербурзькі відомості». 21 грудня 1828 року мизу Оккервіль купила княгиня Зінаїда Петрівна Шаховська, яка після смерті чоловіка князя А. Я. Шаховського вийшла вдруге заміж, цього разу за світового суддю Василя Івановича Уткіна. З тих пір і закріпилася назва — «Уткіна дача».

Як пише дослідниця Є. М. Мухіна, 
«Зінаїда Петрівна померла 1870 року, заповівши маєток Імператорського людинолюбного суспільства. Однак дача мала надійти у відання товариства тільки після смерті Василя Івановича Уткіна. З 1870 року до смерті В. І. Уткіна (приблизно 1872 року) маєток прийшов у занепад, так як фактично не мав хазяїна. Швидко передати його Імператорському людинолюбному товариству не представлялося можливим, так як одночасно мали бути виконані всі численні умови заповіту княгині. 1873 року тут у присутності імператора Олександра II була відкрита Охтинська Маріїнська богадільня для невиліковно хворих та калік. Стосовну Уткіній дачі умову було виконано лише під 1881 рік. Імператорським людинолюбним товариством тут був організований дитячий притулок, розділявший до 1882 року приміщення з богадільнею.»
1904 року Уткіна дача була віддана в оренду під розміщення малоохтинського відділення гродських богаділень для душевнохворих. Після революції маєток передали Комісаріату охорони здоров'я, і тут розташовувалося Малоохтинське відділення 2-ї психіатричної лікарні.
29 травня 1920 року архітектор Постніков провів обстеження садиби. Згідно з результатами цього обстеження, у внутрішніх приміщеннях зберігався розпис стін і плафонів круглого залу авторства Дж. Скотті, ліпний карниз і фриз з позолотою, розпис стелі в двох суміжних кабінетах, розпис стелі в круглому павільйоні службового флігеля. 1933 року при ремонті була знищена або, можливо, тільки забілена, розпис в приміщеннях головного садибного будинку. Стеля круглого павільйону службового флігеля була зашита фанерою. 1936 року частина будівель була перепланована під квартири. Тут же містився 176-й «дитячий осередок» Володарського райжилсоюза.

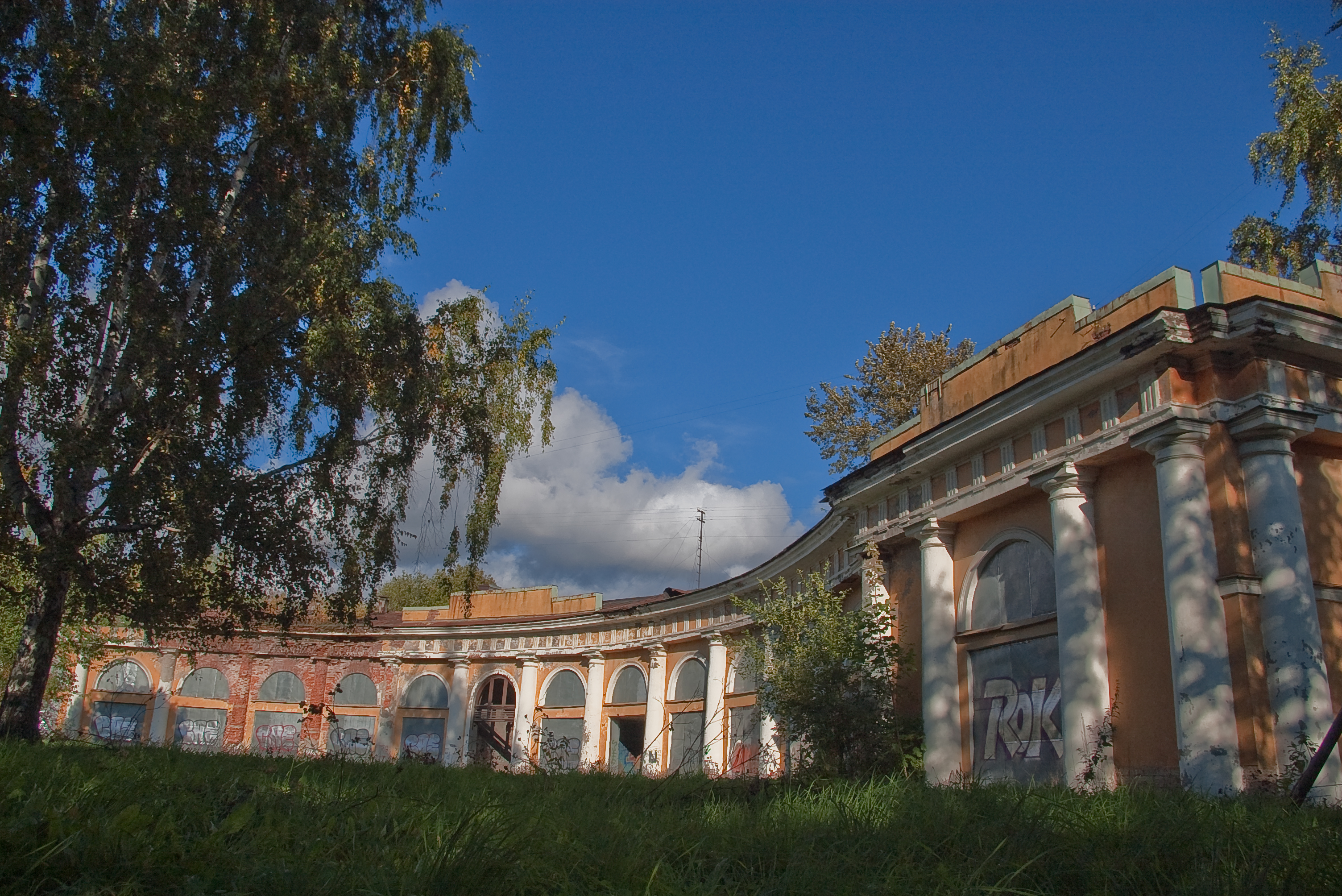
Службовий корпус 2006 року

Наразі будівлі садиби «Уткіна дача» пустують, у садибі трапляються пожежі.

### Проекти реставрації
27 жовтня 2012 року віце-губернатор Санкт-Петербурга Василь Кічеджі схвалив концепцію розвитку території садиби «Уткіна дача», згідно з якою тут повинна буде розміщена філія Музею міської скульптури.
2013 року будівельно-реставраційна група компаній «Інтарсія» підготувала проект відновлення садиби за кресленнями 1880 року, картин і світлин.